# Новостной сайт (сайт новостей)
Новостной сайт — это интернет-издание, специализация которого заключается в сборе и выдаче общетематических новостей или новостных материалов на одну тему.
Новостные сайты могут принадлежать СМИ, которые изначально не специализировались на интернет-публикациях (АиФ, Forbes, Комсомольская правда и т. д.) или же быть независимыми проектами (MewsNews — шутливый новостной канал на базе YouTube, где ведущими являются коты, Meduza и ряд других).
Сайты новостей могут полностью или частично опираться на государство (в их основу ложатся государственные информационно-аналитические агентства) или же являться частными. Государственными информационно-аналитическими агентствами среди прочих являются SM-News и Росбалт.

## История возникновения новостных сайтов
См. статью Новости
Новости со временем меняли свою форму, от устной речи перейдя к письменной, затем превратившись в картинки и видео — они до сих пор меняются и принимают самые разные очертания. Развитие Интернета повлекло за собой переход многих СМИ на новый формат. Появились интернет-СМИ, которые, как и печатные, ТВ СМИ руководствовались правилами журналистики. Это привело к тому, что новости в настоящее время распространяются практически мгновенно по всему миру с помощью специализированных сайтов.
Ниже перечислены важные вехи в развитии новостных сайтов:
- 1994 год, ноябрь — Был запущен первый веб-сайт британской газеты The Telegraph — Electronic Telegraph.[5] Его первый редактор Дерек Бистон писал: «наша цель была простой: исследовать эту новую среду; оценить полезность создания Telegraph как онлайн-бренда; узнать о технологии и коммерческих возможностях. Последний пункт, хотя и самый чуждый для журналистов, был явно главенствующим в мыслях собственника в то время.»[6]
- 1997 год, декабрь — BBC Online начинает предлагать полный спектр услуг. Менее чем за год — более 140 000 страниц контента и 61 000 страниц новостей.[7]
- 1999 год, январь — The Guardian Unlimited запускает свою сеть веб-сайтов. К 2001 году The Guardian имеет 2,4 миллиона уникальных пользователей, что делает его самым популярным новостным сайтом в Великобритании. Стоит отметить, что к этому газета пришла не сразу. Разработка онлайн-издания началась ещё в 1994-95 годах. К концу 1995 года был запущен так называемый технический раздел газеты под названием OnLine, а в 1996—1998 годах появились сайты, посвященные поиску работы, некоторым видам спорта и новостям общего профиля. Сеть веб-сайтов Guardian Unlimited была запущена как единое целое в январе 1999 года (по плану сеть должна была поменять имя домена дважды — в 2008 и 2013 годах).[8]
- 1999 год, март — Первая версия RSS headline syndication разработана компанией Netscape. Это означало, что когда на веб-сайтах публикуют новость, RSS-файл обновляется, и другие сайты теперь могут использовать заголовки материалов из этого файла со ссылкой на оригинал. RSS, оставленный Netscape, продолжал разрабатываться компанией UserLand. RSS стал играть важную роль в развитии новостных агрегаторов и новостных сайтов.[9]
- 2000 год, февраль — Associated Press запускает AP Streaming News[10], чтобы дать новостным сайтам мультимедийный контент. «Рынок онлайн-новостей быстро развивается, чтобы охватить мультимедийные презентации, которые включают в себя аудио и видео, что обусловлено растущим импульсом технологии широкополосной связи и большей конкуренцией за аудиторию», — сказал директор мультимедийных услуг AP Джим Кеннеди.[11] «В AP разработали AP Streaming News, чтобы помочь своим газетам-членам и вещателям попасть в первую волну этой аудио-видео эры.»
- 2000 год, февраль — Запущен Audible.com. Этот веб-сайт посвящен продаже различных записей речи в цифровом виде. В 2004 году сайт набрал 100 000 новых членов всего за девять месяцев и был включен в список НАСДАК. На сайте также продаются звуковые версии ежедневных газет, которые могут быть автоматически загружены в течение ночи в MP3-плееры.[12]
- 2000 год, август — Гуру юзабилити Якоб Нильсен говорит, что электронные рассылки часто слишком длинные и их чтение занимает слишком много времени. «Пользователи испытывают невероятный стресс при обработке своих входящих сообщений: им приходится получать срочные известия от своего босса, клиентов, супруга и т. д., поэтому у них обычно нет времени, чтобы много читать», — утверждает Нильсен.[13]
- 2000 год, сентябрь — Появляются первые мрачные прогнозы относительно будущего онлайн-контента. Был впервые поднят вопрос о том, насколько долго будут жить интернет-издания, в особенности новостные сайты. Одной из первых компаний, которая заявила о нежизнеспособности интернет СМИ стала консалтинг фирма Digital Deliverance[14], работающая в сфере интерактивного издательского дела. В марте 2002 года представитель компании также выступил с докладом «The News Business is a Web Failure!» на ежегодном собрании New England Newspaper Association в Бостоне.[15]
- 2000 год, ноябрь — International Herald Tribune запускает радикально переработанный сайт. Сайт позволяет пользователям пролистывать развороты страниц и сохранять заголовки для последующего просмотра. Многим изменения пришлись по вкусу.[16]
- 2001 год, январь — По тиражам можно понять, что широкоформатные газетные сайты гораздо более популярны, чем таблоидные. В этом месяце The Guardian Unlimited получил 25,9 миллиона просмотров, в то время как The Sun достиг всего одной трети.[17]
- 2001 год, апрель — Новая шотландская ежедневная газета Business AM объявляет о масштабных инвестициях в свою онлайн-версию. Новый архив с возможностью поиска и другие интерактивные функции будут доступны бесплатно для зарегистрированных пользователей. Business AM прекратила публикацию в 2004 году.[18]
- 2001 год, сентябрь — Разрушение Всемирного торгового центра в Нью-Йорке ошеломляет мир, и новостные сайты трещат по швам от обилия посетителей. Некоторым сайтам пришлось использовать дополнительные мощности после всплеска спроса, достигшего 600 запросов на обслуживание в секунду. Один из редакторов telegraph.co.uk говорил, что онлайн-журналистика вступила в новую эру, когда были атакованы башни-близнецы.[19]
- 2001 год, сентябрь — Одно из крупнейших издательств Нидерландов закрыло большинство своих интернет-изданий, обвинив их в уничтожении доходов от печати. Это не единственный случай радикальных решений — в 2015 году голландский футбольный журнал Voetbal International сократил 35 % своих веб-показов, чтобы улучшить качество рекламы.[20]
- 2001 год, сентябрь — Вопреки всем прогнозам, Salon.com[21] начинает зарабатывать деньги благодаря 12000 подписок на свой сайт. Патрик Херли, старший вице-президент по бизнес-операциям, рассказал о надеждах на получение дополнительных 2 миллионов долларов ежегодно за счёт подписки на свой премиум-сервис, который предлагает ежедневные новости и дополнительные функции без какой-либо рекламы.[22]
- 2001 год, октябрь — После атак 11 сентября в США онлайн-редакторам рекомендуется заранее создавать планы действий на подобные случаи, чтобы справляться с резким ростом спроса.[23]
- 2001 год, ноябрь — Irelandclick.com переходит на модель полноценной подписки, когда материалы можно получить только заплатив. Редактор этого СМИ утверждал, что их статьи «занимают важную нишу». «Почему бы не заплатить нам, если у нас отличные колумнисты, и мы предоставляем материалы на ирландском языке? И если кто-то в Белфасте должен платить, почему это не может быть кто-то из Беларуси или Бостона? Когда вы платите за что-то, это воспринимается как имеющий большую ценность», — говорил Máirtín Ó Muilleoir, бывший не только редактором этого ресурса, но и лорд-мэром Белфаста в 2013—2014 годах[24] и советником управляющего редактора Daily Ireland, ирландской республиканской газеты, которая прекратила своё существование в 2006 году[25].
- 2002 год, февраль — Французское исследование показывает, что местные газеты, располагающие своими веб-сайтами, имеют более здоровые показатели тиража, чем те, которые существуют без них. В докладе, подготовленном компанией редакционного консалтинга Pressflex говорится: «в то время как существует общепринятое мнение, что новостные веб-сайты газет пожирают печатные тиражи, этот анализ показывает, что существует обратный эффект. Эти цифры подтверждают предыдущие опросы читательской аудитории в США, благодаря которым установили, что новостные сайты приносят выгоду. Газеты со слабым тиражом могут вычеркнуть интернет из списка подозреваемых преступников.»[26]
- 2002 год, июль — The New York Times стала первой газетой, оцифровавшей весь свой архив. Теперь весь архив, начиная с 1851 года, должен быть включен в поисковую базу данных.[27]
- 2002 год, октябрь — Поисковый гигант Google запускает Google News, автоматизированный сервис, который использует сложные компьютерные алгоритмы для сбора заголовков с более чем 4000 новостных сайтов. Издатели позже начинают беспокоиться, что Google строит бизнес вокруг своего собственного контента, не платя за него, но Google защищает инструмент как взаимовыгодный, потому что он привлекает трафик на новостные сайты.[28]
- 2002 год, ноябрь — Крупнейшая ежедневная газета Испании — El Pais — становится первой европейской национальной ежедневной газетой, взимающей плату за доступ ко всему своему веб-контенту. При этом стоит помнить, что первыми в Интернет вышли другие испанские газеты — правительственная Boletín Oficial del Estrado[29], которая впервые была опубликована в Интернете в 1994 году, затем две барселонские газеты El Periódico и La Vanguardia, ABC и El Diario Vasco в 1995 году. El Pais и El Mundo попадают в сеть лишь в 1996 году.[30]
- 2003 год, февраль — Журналисты и эксперты в США прогнозируют, что новостные ленты изменят способ публикации онлайн-новостей. Старший редактор обзора онлайн-журналистики J.D. Lasica[31] говорит: «новостные ленты дают СМИ, работающими в основном над новостями, ещё один способ заполучить то самое неуловимое существо: технически подкованного профессионала. Могу поспорить, что в течение года или около того, студенты будут привязываться к подпискам RSS в большей степени.»[32]
- 2003 год, февраль — Произошла катастрофа космического шаттла Колумбия. Большинство британских субботних газет уже в печати, когда новость о событии доходит до СМИ. Заместитель начальника отдела онлайн-контента Scotsman.com Архивная копия от 2 мая 2006 на Wayback Machine говорит: «мы пропустили возможность рассказать об истории с шаттлом в субботу, потому что газета уходит в печать в начале дня. Это событие было освещено на нашем веб-сайте, даже несмотря на то, что появилось в нашей воскресной газете (в печатной версии) лишь на следующий день.» В связи с произошедшим, Стейси Д. Крамер, главный редактор Cable World, раскритиковал автоматизированные системы сортировки новостей, используемые Google News, CNN и другими.[33]
- 2003 год, июль — Европейское сообщество интернет-журналистики собралось в Барселоне на однодневную конференцию Net Media conference. Тема конференции — «Как сделать так, чтобы онлайн-медиа платили по-своему».[34]
- 2003 год, декабрь — The Daily Mail наконец-то объявляет о своих планах по запуску нового сайта. «У нас хватило смелости подождать», — рассказывает Аврил Уильямс, директор редакции Associated New Media.co.uk[35] «- The Daily Mail самый дорогой наш бренд, и мы хотели быть уверены, что наша аудитория готова, как и наши рекламодатели готовы, и что это будет выгодно.»[36]
- 2003 год, декабрь — Региональные газеты Великобритании призывают к более строгому контролю онлайн-сервиса BBC. Newspaper Society[37] заявляет, что корпорация стала мощным конкурентом региональной прессе. Споры о том, как BBC действовать в существующих реалиях до сих пор имеют место.[38]
- 2004 год, апрель — Появляется платформа для блогов в интернете 20six[39], представители которой утверждают, что пользователи удовлетворены доступностью независимых, надёжных новостей в Интернете. С помощью 20six размещают более 15 000 веб-журналов, что привлекает около 250 000 уникальных пользователей каждый месяц.[40]
- 2004 год, май — The Daily Mail, наконец, запускает свой веб-сайт, становясь последней крупной национальной газетой Великобритании, которая сделала это. Издатели решили разработать стратегию для новостного сайта, несмотря на выступление исполнительного директора Чарльза Синклера[41] в апреле 2001 года, в котором он говорит, что компания «не верит, что газеты будут переносить себя в интернет».
- 2004 год, июль — Microsoft запускает пробную службу агрегатора новостей под названием Newsbot, используя базу данных около 4800 источников новостей.[42]
- 2004 год, октябрь — Независимые организации и защитники свободы слова возмущены, когда министерство внутренних дел Великобритании отвечает на запрос ФБР и перехватывает серверы британского сайта Indymedia. Это приводит к сокращению количества сайтов Indymedia — остался лишь 21 из 140. В итоге всё вернулось на круги своя через шесть дней. Причину подобных действий министерство так и не раскрыло. В ноябре этого же года, когда вопрос вновь всплывает, министерство внутренних дел отказывается давать какие-либо объяснения британским депутатам. «Я могу только подтвердить, что никакие правоохранительные органы Великобритании не были вовлечены в этот вопрос», — сказала Кэролайн Флинт, заместитель государственного секретаря Министерства внутренних дел, — «Я не вправе обсуждать конкретный случай более детально.»[43]
- 2005 год, июль — Очевидцы, отправляющие фотографии и репортажи, сделанные на мобильных телефонах, предоставляют материал раньше профессиональных журналистов. Фотографы-профессионалы опасаются, что их работе угрожает рост «гражданской журналистики», но многие издатели считают, что контент является ценным дополнением к «телу» их основных материалов. Проблема увеличения количества таких «гражданских журналистов» становилась лишь актуальнее в последующие годы.[44]
- 2005 год, апрель — Немногие выступления оказали такое же влияние на отрасль, как откровения Руперта Мёрдока американскому обществу редакторов газет. Он объявляет, что газеты «удивительно, необъяснимо благодушны» перед лицом снижения читательской аудитории, и описывает интернет как «монументальную, уникальную возможность перестроиться и стать здоровее, чем когда-либо прежде.»[45]
- 2006 год, февраль — Всемирная газетная ассоциация (WAN) создает целевую группу, состоящую из членов издательской индустрии, чтобы бросить вызов тому, что она называет «эксплуатацией контента» поисковыми системами. Бизнес-модель поисковых систем опирается на агрегирование контента новостных издателей, при этом обходясь без платы. Несмотря на то, что подобная инициатива получила отклик, большая часть отрасли не согласна с этим шагом, признавая, что поисковые системы играют жизненно важную роль в привлечении трафика на новостные сайты.[46]
- 2006 год, март — Британская газета The Guardian запускает обширный новый проект онлайн-комментариев, создавая пул из нескольких сотен комментаторов и экспертов.[47] Главный редактор Эмили Белл предсказывает, что будущее дебатов и дискуссий будет онлайн.[48]
- 2010 год - Сайт гражданской журналистики iReport используется для отслеживания местонахождения пострадавших после землетрясения в Гаити.[49]
- 2010 год - Wikileaks работает с новостниками над серией важных историй. Военные дневники из Ирака и Афганистана и утечка дипломатических телеграмм США, имеющая название Cablegate[50] в англоязычных источниках, доминируют в этом году и способствуют более широкому интересу к журналистике данных.[51]
- 2010 год - Впервые в США потребление онлайн-новостей и рекламы превзошли печать.[52]
- 2011 год - The New York Times вводит «дырявый» или «дозированный» платный доступ. В отличие от модели «жёсткого» платного доступа, идея «дозированного» предполагает, что читатели имеют возможность получить доступ к некоторым статьям бесплатно, или получить доступ к ним при совместном использовании в социальных сетях. Хотя это и не первый случай, отмеченная эффективность данной меры побудила других попробовать аналогичный подход.[53]
- 2011 год - Amazon запускает формат Kindle Singles[54], стимулирующий интерес к опубликованным в электронном формате «длинным формам» журналистики сильнее, чем традиционные тематические статьи.[55]
- 2012 год - The New York Times публикует историю под названием «Snow Fall»[56], делая новый шаг к лонгридам, предназначенным для пользователей планшетов.[57]
- 2013 год - Проект Google Glass запущен. Это привело к увеличению количества экспериментов, касающихся сбора новостей и новостных приложений на основе «носимых» (на теле) технологий.[58]
- 2015 год - Приложение для видео Meerkat выходит, а вслед за ним — Перископ и Facebook Live[59]. «Живое» видео становится важным элементом издательской стратегии.[60]
- 2015 год - Apple Watch вызывает новую волну интереса к «журналистике взгляда», когда люди более мотивированы бросать лишь один взгляд на новость и понимать её суть, вместо того, чтобы читать её целиком.[61]
- 2016 год - The Independent теперь выходит только онлайн.[62]

## «За» и «против» сайтов новостей
Уже в начале пути, когда новостные сайты только вышли в Интернет, многие задавались вопросами о том, как изменится журналистика, какие есть плюсы и минусы у новостных онлайн-изданий, выживут ли они как формат. Знаменательным стал 2000 год, когда появились первые звонки о том, что новостные сайты переживают кризис.
В мае 2000 года декан колледжа журналистики университета Мэриленда Том Канкел Архивная копия от 5 марта 2016 на Wayback Machine сказал, что самой большой этической проблемой, стоящей сегодня перед журналистикой, является влияние рекламодателей на новостные онлайн-издания. «В интернет-среде единственный способ заработать деньги в это время — это реклама», — сказал он в статье на сайте института Пойнтера, — «Уже есть давление, которое мотивирует использовать материалы, привлекающие рекламодателей. Это огромная проблема, которая уже начинает проявляться, и она будет угрожать всей отрасли в целом.»
В августе 2000 года был проведён опрос, который показал, что британская общественность не считает, что сайты в Интернете публикуют новости, заслуживающие доверия. Только 1 % опрошенных (опрашивали 1000 человек) заявили, что интернет является их самым важным источником новостей. Опрос был заказан поставщиком новостей в бизнес сфере Just sites. Позднее Just sites превратился в Aroq Ltd — онлайн-издателя, обеспечивающего информацией деловых людей с помощью четырёх специализированных отраслевых сайтов Just auto, Just drinks, Just food и Just style.
Спустя месяц, в сентябре 2000 года, консалтинг фирма Digital Deliverance, работающая в сфере интерактивного издательского дела, пришла к выводу, что сайт новостей оказался неудачной бизнес-моделью. «Ещё не слишком рано судить об этом. Ни обновления веб-сервера, ни новые усовершенствования промежуточного программного обеспечения, ни редизайн сайта в обозримом будущем не смогут кардинально улучшить показатель потраченного времени на чтение материалов, частоту просмотров и количество уже прочитанных страниц веб-газет», — говорится в сообщении компании.
В апреле 2001 года, исполнительный директор The Daily Mail, Чарльз Синклер, в своём выступлении заявляет, что его компания «не верит, что газеты будут переносить себя в интернет», и добавил, что «он (Интернет) не будет местом для последних новостей».
В феврале 2003 года, в связи с крушением шаттла «Колумбия», Стейси Д. Крамер, главный редактор Cable World, высказал своё мнение об автоматизированных системах сортировки новостей, приведших к неэффективности новостных сайтов, намекая на нестабильность последних: «У Google News не было толкового показа в субботу. Алгоритмы просто пропустили это событие. Так мы даже не могли увидеть хоть что-нибудь о том, что происходит с шаттлом „Колумбия“ вплоть до воскресенья.»
Несмотря на то, что многие дают (и давали) новостным сайтам негативную оценку, считая, что они провоцируют ряд проблем (или же сами по себе представляют проблему), существует немало задокументированных случаев, когда складывалось положительное впечатление от новостных сайтов.
В 2002 году во Франции компания редакционного консалтинга Pressflex провела исследование, в ходе которого выявила, что новостные сайты печатных СМИ лишь увеличивают их тираж, а не понижают, как считалось ранее.
Спустя три года, встаёт вопрос о том, как «гражданская журналистика» повлияет на новостные сайты. Некоторые издатели высказали мнение, что контент очевидцев является ценным дополнением к их публикуемым материалам. В том же году Руперт Мёрдок высказал своё мнение о том, как повлияет Интернет на СМИ, описывая сеть как «монументальную, уникальную возможность перестроиться и стать здоровее, чем когда-либо прежде.»

## Разновидности новостных сайтов по географическому признаку
Сайты новостей можно классифицировать по ряду признаков — одним из них является географический:
1. Региональные. Освещают новости какого-либо отдельного региона, к примеру «Моё! Онлайн»[67], «Оренбургские новости»[68] и другие.
2. Общегосударственные. Вещают на всю страну, к примеру — «Газета.ру»[69], «РИА Новости»[70], «Лента.ру»[71] и ряд других.

## Разновидности новостных сайтов по тематическому охвату
Новостные сайты также могут различаться в зависимости от тематик, на которых они специализируются:
1. С узкой тематикой. Веб-проект посвящён той или иной конкретной тематике. В качестве примеров в этой категории могут выступить PopCornNews Архивная копия от 9 марта 2022 на Wayback Machine[72] и AstroNews Архивная копия от 7 марта 2022 на Wayback Machine[73]. Стоит понимать, что новостной сайт с узкой тематикой и информационный портал — это не одно и то же. Информационный портал — это крупный, многоуровневый веб-сайт, объединяющий в себе различные ресурсы и интерактивные сервисы (канал с видео, архив, возможность общения пользователей, наличие личного аккаунта и т. д.), обновление которых происходит в реальном времени, содержащий в себе огромное количество разнообразного уникального контента по определённой тематике (при этом сама тематика может быть достаточно широкой, к примеру — события в мире, как у Life)[74]. Так портал становится хранилищем той или иной информации, что постоянно обновляется. Несмотря на то, что существуют СМИ, которые на своих сайтах размещают как тексты с картинками, так и видео, к примеру, RT[75], новостной сайт всё же предполагает ограниченное количество доступных функций для пользователей, фокус на своевременное донесение информации до аудитории и акцент на свои собственные ресурсы, а не на использование сторонних. Более того, зачастую информационные порталы создаются под эгидой организации, располагающей большим количеством информации по той или иной теме, что является основным отличием от новостного сайта, работники которого изначально формируют независимую структуру.[76]
2. С широкой тематикой. Материалы могут быть посвящены разным темам и предоставляются для большого круга читателей (к ним относятся все указанные широко-региональные новостные сайты, кроме того — АиФ[77], Вести.ру[78] и ряд других).

## Типы сайтов новостей по способу наполнения материалами
Ещё одним способом классифицировать новостные сайты является их разделение на модели наполнения контентом:
1. «Парсинг» или автонаполняемые сайты. Последние наполняются автоматически благодаря сбору информации с различных сайтов-доноров, в которые могут входить как социальные сети[79], так и ленты RSS. В этом случае используется специальная программа или скрипт, отбирающая материалы по определённым критериям, к примеру — количество просмотров. Топ-5 Яндекс. Новости является примером сервиса, который отбирает самые популярные статьи[80] из всех представленных в Яндекс.Новости. При такой системе изначально предполагается, что материалы отбираются механически, практически без участия людей, по чётким критериям, вне зависимости от того, где именно они были опубликованы, однако на практике встречается и такое, что руководители новостных сайтов манипулируют системой, чтобы создать лучшие условия для тех или иных СМИ, тем самым совмещая модель парсинга и модерирования, как это случилось с Яндекс.Новости[81]. При этом не стоит путать понятия новостной агрегатор и автонаполняемые сайты, так как, несмотря на их сходство, новостные сайты, в отличие от агрегаторов, собирают не всё обилие имеющейся информации, а лишь её часть, к примеру, по какой-то определённой тематике или из какого-то определённого источника. Более того, автозаполняемые новостные сайты обычно не цитируют какое-либо СМИ в отличие от агрегаторов (к примеру, тот же СМИ2, который отображает лид новости и иконку СМИ, откуда это было взято),[82] а лишь перепечатывают текст новости, несколько видоизменяя, и ставят на автоматическую публикацию. Агрегатор же предполагает, что новости лишь собираются без всяких изменений и проверяются на достоверность приведенной информации перед её цитированием согласно Федеральному закону «Об информации, информационных технологиях и о защите информации».[83]
2. Наполняемые модераторами и пользователями — совместная модель. К таким новостным сайтам относится News2 и ряд других, основанных на технологии Веб 2.0. Модель взаимодействия в рамках таких сайтов может быть разной, к примеру, пользователь может лишь добавить статью, а одобряет её уже модератор (Newsland.ru и ему подобные), или же пользователи голосуют за то, какой материал будет опубликован, а модераторы выступают лишь в качестве наблюдателей и т. д.
3. Новостной сайт с пользовательским контентом. Как и следует из названия, при данной модели веб-проект материалами наполняют посетители. В качестве примера можно привести MGIMO 360 Архивная копия от 19 апреля 2019 на Wayback Machine — новостник, созданный на базе Вконтакте студентами МГИМО. Последние являются как создателями контента, так и его потребителями.
4. Модель модерации. В этом случае новостные материалы размещают редакторы. При этом они могут как переписывать их из других источников, писать самостоятельно или получать от аккредитованных СМИ. Ряд автозаполняемых новостных сайтов имеет спектр инструментов для модерирования, поэтому попадет в смежную категорию.
5. Смешанная модель, к примеру, сочетание автозаполняемости с модерированием.

С точки зрения ценности для пользователей и успешности продвижения, самыми полезными считаются модерируемые веб-сайты или совместная модель, где есть и инструменты для модерации, и возможность оставлять пользовательские комментарии.